# Querenhorst
Querenhorst er en kommune i den østlige del af Landkreis Helmstedt, i den østlige del af den tyske delstat Niedersachsen. Den har en befolkning på godt 	500 mennesker (2012), og er
en del af amtet (Samtgemeinde) Grasleben.
Querenhorst nord for landkreisens administrationsby Helmstedt i Naturpark Elm-Lappwald.